# Saint-Antoine (ancienne circonscription fédérale)
Pour les articles homonymes, voir Saint-Antoine.
Saint-Antoine est une ancienne circonscription fédérale du Québec, située sur l'île de Montréal.
La circonscription de Saint-Antoine a été créée en 1892 avec une partie de la circonscription de Montréal-Ouest. La circonscription fut abolie en 1933 et redistribuée parmi les circonscriptions de Saint-Henri, Saint-Antoine—Westmount et Saint-Laurent—Saint-Georges.

## Géographie
La circonscription comprenait:
- Une partie de la ville de Montréal consistant à l'actuelle partie ouest de l'arrondissement Ville-Marie

## Députés
1. 1896-1904 — Thomas George Roddick, Cons.
2. 1904-1921 — Herbert Brown Ames, Cons.
3. 1921-1924 — Walter George Mitchell, PLC
4. 1924¹-1925 — William James Hushion, PLC
5. 1925-1935 — Leslie Gordon Bell, Cons.

- PLC = Parti libéral du Canada
- ¹   = Élection partielle